# Membros com palma da Ordem Militar da Torre e Espada

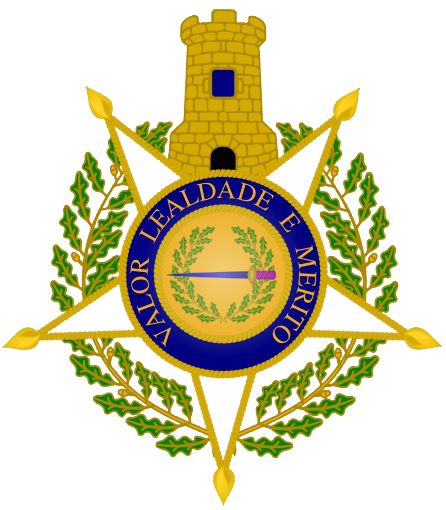
Ordem Militar da Torre e Espada, criada em 1459.

Esta é uma lista de Membros com Palma da Ordem Militar da Torre e Espada, do Valor, Lealdade e Mérito.
Quando a Ordem Militar da Torre e Espada se destine a galardoar feitos heróicos em campanha é concedida com palma. Trata-se de uma distinção adicional, no seio daquela que é a mais alta condecoração portuguesa, constituindo assim o pináculo do sistema honorífico de Portugal. Normalmente outorgada no Alvará de concessão do grau da Ordem, a palma pode, contudo, ser concedida em momento posterior, mediante Alvará separado.
Todos os agraciamentos com palma foram outorgados a portugueses que lutaram sob bandeira portuguesa.

## Grande-Oficial com Palma
| Nome                                            | Alvará              | Outorgante             |
| ----------------------------------------------- | ------------------- | ---------------------- |
| General Tomás de Sousa Rosa                     | 19 de Abril de 1919 | João do Canto e Castro |
| Major-General Jaime Alberto Gonçalves das Neves | 13 de Julho de 1995 | Mário Soares           |

## Comendador com Palma
| Nome                                                                                     | Alvará                 | Outorgante              |
| ---------------------------------------------------------------------------------------- | ---------------------- | ----------------------- |
| Coronel Augusto César Ribeiro de Carvalho                                                | 5 de Outubro de 1906   | D. Carlos I             |
| Coronel António de Santana Cabrita Júnior                                                | 19 de Julho de 1921    | António José de Almeida |
| Major Francisco Pedro Curado                                                             | 19 de Julho de 1921    | António José de Almeida |
| Coronel Bento Esteves Roma                                                               | 5 de Fevereiro de 1922 | António José de Almeida |
| Major Fernando Pais Teles de Utra Machado                                                | 8 de Fevereiro de 1922 | António José de Almeida |
| Capitão-de-fragata Filomeno da Câmara de Melo Cabral, Governador-Geral de Angola e Timor | 8 de Fevereiro de 1922 | António José de Almeida |
| Capitão-de-mar-e-guerra Alexandre José Botelho de Vasconcelos e Sá                       | 9 de Março de 1926     | Bernardino Machado      |
| Major Piloto Aviador Óscar Monteiro Torres (a título póstumo)                            | 20 de Junho de 1930    | Óscar Carmona           |
| Tenente-Coronel José Fernando de Almeida Brito (a título póstumo)                        | 23 de Dezembro de 1988 | Mário Soares            |

## Oficial com Palma
| Nome                                                     | Alvará                 | Outorgante              |
| -------------------------------------------------------- | ---------------------- | ----------------------- |
| General Júlio Alberto de Sousa Schiappa de Azevedo       | 9 de Abril de 1908     | D. Manuel II            |
| Contra-Almirante Manuel Armando Ferraz                   | 4 de Dezembro de 1918  | Sidónio Pais            |
| Major Hélder Armando dos Santos Ribeiro                  | 28 de Junho de 1919    | João do Canto e Castro  |
| Major José dos Santos e Cunha                            | 28 de Junho de 1919    | João do Canto e Castro  |
| Capitão Manuel António Vieira                            | 28 de Junho de 1919    | João do Canto e Castro  |
| Tenente-Coronel José Mendes dos Reis                     | 5 de Outubro de 1919   | João do Canto e Castro  |
| Major Gustavo Augusto Pires de Figueiredo                | 5 de Outubro de 1919   | João do Canto e Castro  |
| Tenente Miliciano Gustavo Adolfo de Gouveia              | 10 de Julho de 1920    | António José de Almeida |
| Tenente-Coronel Carlos Fernandes Brou                    | 19 de Julho de 1921    | António José de Almeida |
| Capitão Alexandre Soares Ferreira de Loureiro            | 19 de Julho de 1921    | António José de Almeida |
| Tenente-Coronel Feliciano António da Silva Leal          | 20 de Janeiro de 1922  | António José de Almeida |
| Tenente-Coronel José Esteves da Conceição Mascarenhas    | 5 de Fevereiro de 1922 | António José de Almeida |
| Major António Germano Guedes Ribeiro de Carvalho         | 5 de Fevereiro de 1922 | António José de Almeida |
| Coronel Eduardo Ferreira Viana                           | 6 de Fevereiro de 1922 | António José de Almeida |
| Coronel Henrique Sátiro Lopes Pires Monteiro             | 31 de Março de 1923    | António José de Almeida |
| Capitão-Aviador José Pedro Pinheiro Correia              | 21 de Novembro de 1925 | Manuel Teixeira Gomes   |
| Tenente-Aviador Joaquim Sérgio da Silva                  | 21 de Novembro de 1925 | Manuel Teixeira Gomes   |
| Major João Brás de Oliveira                              | 13 de Março de 1926    | Bernardino Machado      |
| Tenente Afonso Fino Bento de Sousa                       | 30 de Setembro de 1927 | Óscar Carmona           |
| Tenente António Pais Andorinho Falcato                   | 30 de Setembro de 1927 | Óscar Carmona           |
| Capitão António de Oliveira Viegas                       | 16 de Agosto de 1929   | Óscar Carmona           |
| Capitão Celestino Pais Ramos                             | 16 de Agosto de 1929   | Óscar Carmona           |
| Capitão João Maria Esteves                               | 16 de Agosto de 1929   | Óscar Carmona           |
| Tenente-Coronel António Joaquim de Almeida Valente       | 5 de Outubro de 1929   | Óscar Carmona           |
| Capitão Jorge Botelho Moniz                              | 20 de Junho de 1939    | Óscar Carmona           |
| Major Augusto Dantas Pimenta Serrão de Fari Pereira      | 19 de Junho de 1940    | Óscar Carmona           |
| Major Júlio Nunes Pereira de Oliveira                    | 19 de Junho de 1940    | Óscar Carmona           |
| Major Américo Pinto da Rocha, médico                     | 19 de Junho de 1940    | Óscar Carmona           |
| Tenente-Coronel António Gorjão Couceiro de Albuquerque   | 14 de Outubro de 1946  | Óscar Carmona           |
| Coronel Duarte Manuel de Amarante Rocha Pamplona         | 19 de Junho de 1968    | Américo Thomaz          |
| Coronel Maurício Leonel de Sousa Saraiva                 | 3 de Junho de 1970     | Américo Thomaz          |
| Capitão-de-mar-e-guerra Guilherme Almor de Alpoim Calvão | 23 de Julho de 1970    | Américo Thomaz          |
| General João de Almeida Bruno                            | 6 de Julho de 1973     | Américo Thomaz          |
| Coronel António Joaquim Alves Ribeiro da Fonseca         | 6 de Julho de 1973     | Américo Thomaz          |
| Coronel Fernando Gil Almeida Lobato de Faria             | 6 de Julho de 1973     | Américo Thomaz          |
| Coronel Tirocinado Raúl Miguel do Socorro Folques        | 9 de Outubro de 2015   | Aníbal Cavaco Silva     |

## Cavaleiro com Palma
| Nome                                                                         | Alvará                  | Outorgante              |
| ---------------------------------------------------------------------------- | ----------------------- | ----------------------- |
| Contra-Almirante Luís Constantino Lima                                       | 4 de Janeiro de 1894    | D. Carlos I             |
| Capitão-de-mar-e-guerra Alberto Carlos Aprá                                  | 5 de Julho de 1894      | D. Carlos I             |
| Capitão José Antunes                                                         | 14 de Fevereiro de 1907 | D. Carlos I             |
| Capitão António Freire de Matos Mergulhão                                    | 9 de Abril de 1908      | D. Manuel II            |
| 1.º Sargento Abel Agusto Braceiro                                            | 9 de Abril de 1908      | D. Manuel II            |
| Capitão António José Teixeira de Miranda                                     | 30 de Julho de 1908     | D. Manuel II            |
| Primeiro-Tenente Álvaro Jaime Pereira                                        | 21 de Novembro de 1908  | D. Manuel II            |
| Major Luís Monteiro Nunes da Ponte                                           | 17 de Fevereiro de 1909 | D. Manuel II            |
| Manuel Pinto da Fonseca                                                      | 22 de Junho de 1910     | D. Manuel II            |
| Soldado Aníbal Augusto Milhais (Soldado Milhões)                             | 31 de Agosto de 1918    | Sidónio Pais            |
| Comandante Vasco Carlos do Rego Botelho                                      | 11 de Março de 1919     | João do Canto e Castro  |
| Tenente-Coronel Jaime de Campos Ramalho                                      | 20 de Junho de 1919     | João do Canto e Castro  |
| Capitão Luís Ernesto da Cunha Lima                                           | 20 de Junho de 1919     | João do Canto e Castro  |
| Capitão-de-mar-e-guerra Fernando Amor Monteiro de Barros                     | 24 de Setembro de 1919  | João do Canto e Castro  |
| Coronel Carminé Ribeiro de Melo Nobre                                        | 5 de Outubro de 1919    | João do Canto e Castro  |
| Coronel José Martins Cameira                                                 | 5 de Outubro de 1919    | João do Canto e Castro  |
| Major Viriato Sertório dos Santos Lobo                                       | 5 de Outubro de 1919    | João do Canto e Castro  |
| Tenente-Coronel Gustavo de Andrade Piçarra                                   | 5 de Fevereiro de 1920  | António José de Almeida |
| Capitão João Barata Salgueiro Valente                                        | 4 de Março de 1920      | António José de Almeida |
| 1º-Sargento Jaime Garcia de Lemos                                            | 6 de Março de 1920      | António José de Almeida |
| Major Bernardo Gabriel Cardoso Jr.                                           | 10 de Julho de 1920     | António José de Almeida |
| Capitão Francisco Vila-Chã Rodrigues Leite                                   | 10 de Julho de 1920     | António José de Almeida |
| Capitão José Agostinho                                                       | 10 de Julho de 1920     | António José de Almeida |
| Tenente Francisco Óscar Wilton Pereira                                       | 10 de Julho de 1920     | António José de Almeida |
| Tenente Manuel Ribeiro da Lage                                               | 10 de Julho de 1920     | António José de Almeida |
| Alferes Valdemiro Lúcio Lopes de Azevedo                                     | 25 de Maio de 1921      | António José de Almeida |
| 1º-Sargento Manuel António                                                   | 18 de Julho de 1925     | Manuel Teixeira Gomes   |
| Major Henrique Augusto de Lacerda                                            | 31 de Maio de 1927      | Óscar Carmona           |
| Capitão Henrique Augusto Perestrelo da Silva                                 | 6 de Agosto de 1927     | Óscar Carmona           |
| General João Carlos Craveiro Lopes                                           | 3 de Fevereiro de 1928  | Óscar Carmona           |
| Capitão Manuel António Ferreira                                              | 21 de Dezembro de 1928  | Óscar Carmona           |
| Capitão Miliciano António Gonçalves Pires                                    | 19 de Outubro de 1929   | Óscar Carmona           |
| Capitão João Teixeira Jacinto                                                | 18 de Julho de 1931     | Óscar Carmona           |
| Tenente Almor Branco Baptista                                                | 19 de Junho de 1940     | Óscar Carmona           |
| Tenente Eduardo Luís de Sousa Gentil Beça                                    | 19 de Junho de 1940     | Óscar Carmona           |
| Tenente Gaspar Maria Chaves Marques de Sá Carneiro                           | 19 de Junho de 1940     | Óscar Carmona           |
| Tenente Mário dos Santos                                                     | 19 de Junho de 1940     | Óscar Carmona           |
| Alferes José Adriano Pequito Rebelo                                          | 19 de Junho de 1940     | Óscar Carmona           |
| Capitão Carlos Alberto de Serpa Soares                                       | 15 de Maio de 1947      | Óscar Carmona           |
| Furriel Miliciano João Nunes Redondo (a título póstumo)                      | 18 de Janeiro de 1963   | Américo Thomaz          |
| 2º-Sargento José Paulo dos Santos (a título póstumo)                         | 30 de Novembro de 1963  | Américo Thomaz          |
| Furriel Miliciano Manuel Marques Sardão, Soldado maqueiro (a título póstumo) | 27 de Maio de 1966      | Américo Thomaz          |
| Furriel Miliciano Ângelo dos Santos Rodrigues                                | 25 de Junho de 1966     | Américo Thomaz          |
| Tenente-Coronel Marcelino da Mata                                            | 2 de Julho de 1969      | Américo Thomaz          |
| Sargento-Mor Manuel Martins Teixeira                                         | 31 de Maio de 1971      | Américo Thomaz          |